# Ziff Davis
Ziff Davis Inc. (ZD) è una casa editrice e una società Internet statunitense. È stata fondata nel 1927 a Chicago da William B. Ziff Sr. e Bernard G. Davis. Per molti anni ha pubblicato riviste di hobbistica, spesso incentrate su hobby costosi, in grado di attirare ricchi inserzionisti, quali automobili, fotografia ed elettronica. Tuttavia, dal 1980, Ziff Davis ha pubblicato principalmente riviste dedicate a computer e tecnologia e, grazie al crescente numero dei suoi siti Web, derivati proprio dalle sue riviste, Ziff Davis si è affermata come azienda di informazione Internet.
Ziff Davis aveva diverse proprietà di telecomunicazioni, prima a metà degli anni settanta e più tardi con la propria rete tecnologica ZDTV, in seguito rinominata TechTV, che è stata venduta a Vulcan Ventures nel 2001. Gli uffici della casa editrice e dell'attività Internet di Ziff Davis hanno sede a New York, San Francisco e Woburn (Massachusetts).
La società Ziff Davis Media ha annunciato di aver fatto richiesta di protezione contro il fallimento secondo il capitolo 11 della legge statunitense il 5 marzo 2008 e di essersi ripresa, in seguito a una ristrutturazione aziendale supervisionata dal tribunale nel luglio 2009.
Il 6 gennaio 2009 la compagnia ha venduto 1UP.com a UGO Entertainment, una divisione della Hearst Corporation, e ha annunciato che il numero di gennaio 2009 della Electronic Gaming Monthly, una rivista con una lunga storia alle spalle, sarebbe stato l'ultimo.
Vivek Shah, ex dirigente di Time Inc., con il sostegno finanziario della Great Hill Partners, una società di capitali privati di Boston, il 4 giugno 2010 ha annunciato l'acquisizione di Ziff Davis Inc come il "primo passo nella costruzione di una società di nuovi media digitali che si specializzi nella produzione e distribuzione di contenuti per i consumatori che prendono importanti decisioni di acquisto".
Il 12 novembre 2012, Ziff Davis Inc. è stata acquisita da j2 Global, un'azienda di servizi per il cloud computing con sede a Hollywood di California, per $167 milioni in contanti.

## Storia

### Popular Aviation

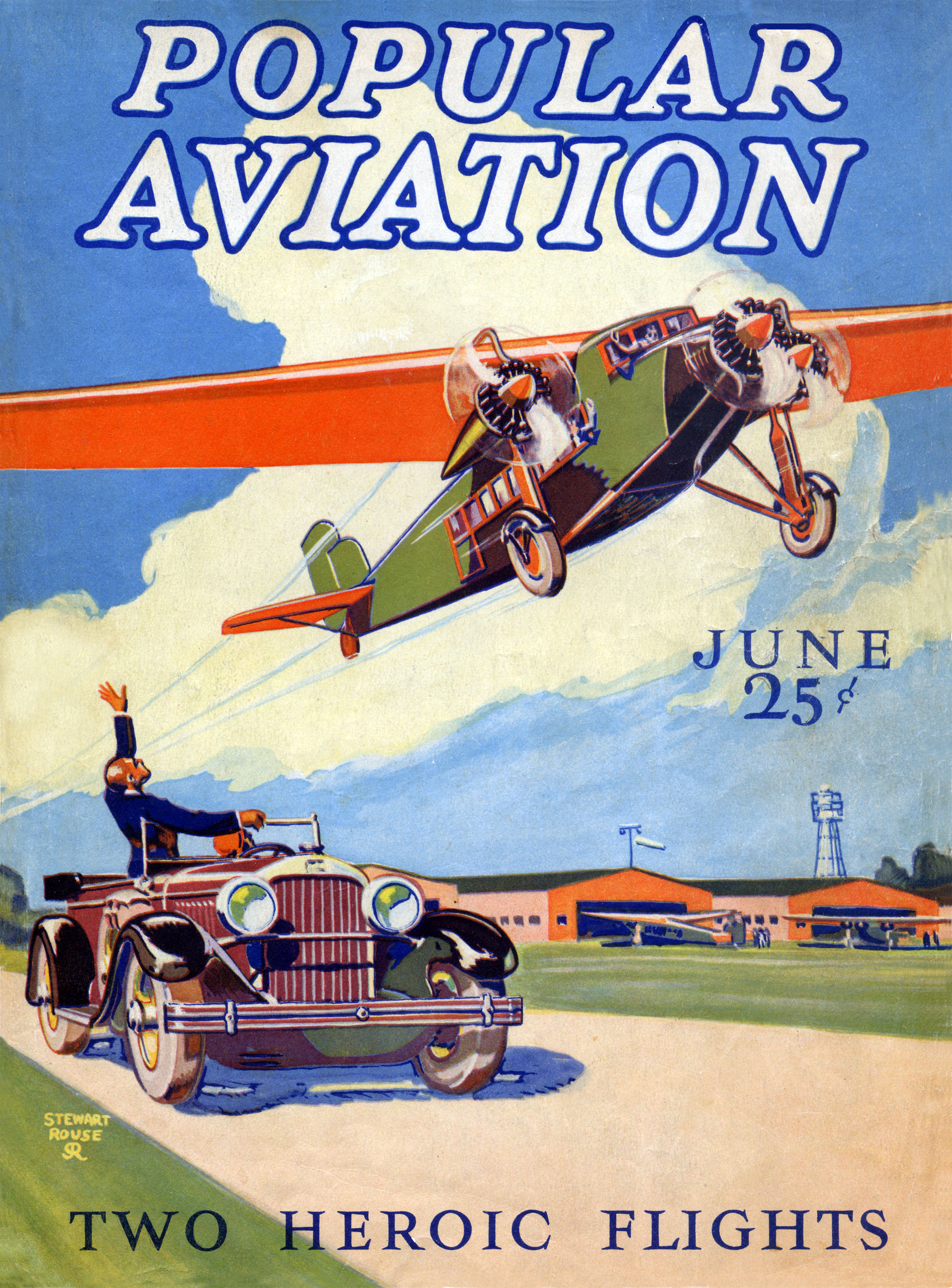
Popular Aviation, 1928

La William B. Ziff Company, fondata nel 1920, era una affermata agenzia pubblicitaria di Chicago che riuscì ad aggiudicarsi le campagne di aziende americane, come la Procter & Gamble, su praticamente tutti i settimanali afro-americani. Nel 1923, la Ziff acquisì la E.C. Auld Company, una casa editrice di Chicago. La prima impresa della Ziff nell'editoria periodica fu Ziff's Magazine, che proponeva racconti brevi, testi teatrali in un unico atto, poesie comiche e barzellette. Il titolo fu cambiato in America's Humor nell'aprile del 1926.
Bernard George Davis, da studente, fu direttore della rivista umoristica dell'Università di Pittsburgh, il Pitt Panther, e membro attivo dell'Associazione dei Fumetti Universitari dell'Est. Durante l'ultimo anno partecipò alla convention dell'associazione e incontrò William B. Ziff. Dopo la laurea, conseguita nel 1927, si unì allo staff della Ziff come direttore di America's Humor.
Ziff, che era stato aviatore durante la prima guerra mondiale, creò una nuova rivista, Popular Aviation, nell'agosto del 1927, pubblicata dalla Popular Aviation Publishing Company di Chicago, Illinois. Sotto la direzione di Harley W. Mitchell, divenne la maggiore rivista di aviazione, con una tiratura di 100,000 copie nel 1929. Il titolo della rivista divenne Aeronautics nel giugno del 1929 e il nome della casa editrice cambiò in Aeronautical Publications, Inc. Il titolo tornò ad essere Popular Aviation nel luglio del 1930. La rivista divenne poi Flying nel 1942 ed è tuttora pubblicata dalla Bonnier Corporation. Ha celebrato il suo 80º anniversario nel 2007.
Le storie della compagnia normalmente individuano la data della fondazione nel 1927, anno dell'arrivo di B.G. Davis e del lancio di Popular Aviation. Solo nel 1936 la compagnia prese il nome di "Ziff-Davis Publishing Company" (Popular Aviation, aprile 1936, fu il primo fascicolo edito dalla Ziff-Davis Publishing). Davis ricevette una sostanziosa quota azionaria di minoranza e fu nominato vicepresidente e dirigente. Nel 1946 divenne presidente. Davis era un fotografo appassionato e fu direttore della rivista Popular Photography lanciata nel maggio del 1937.

### Riviste di narrativa e hobbistica

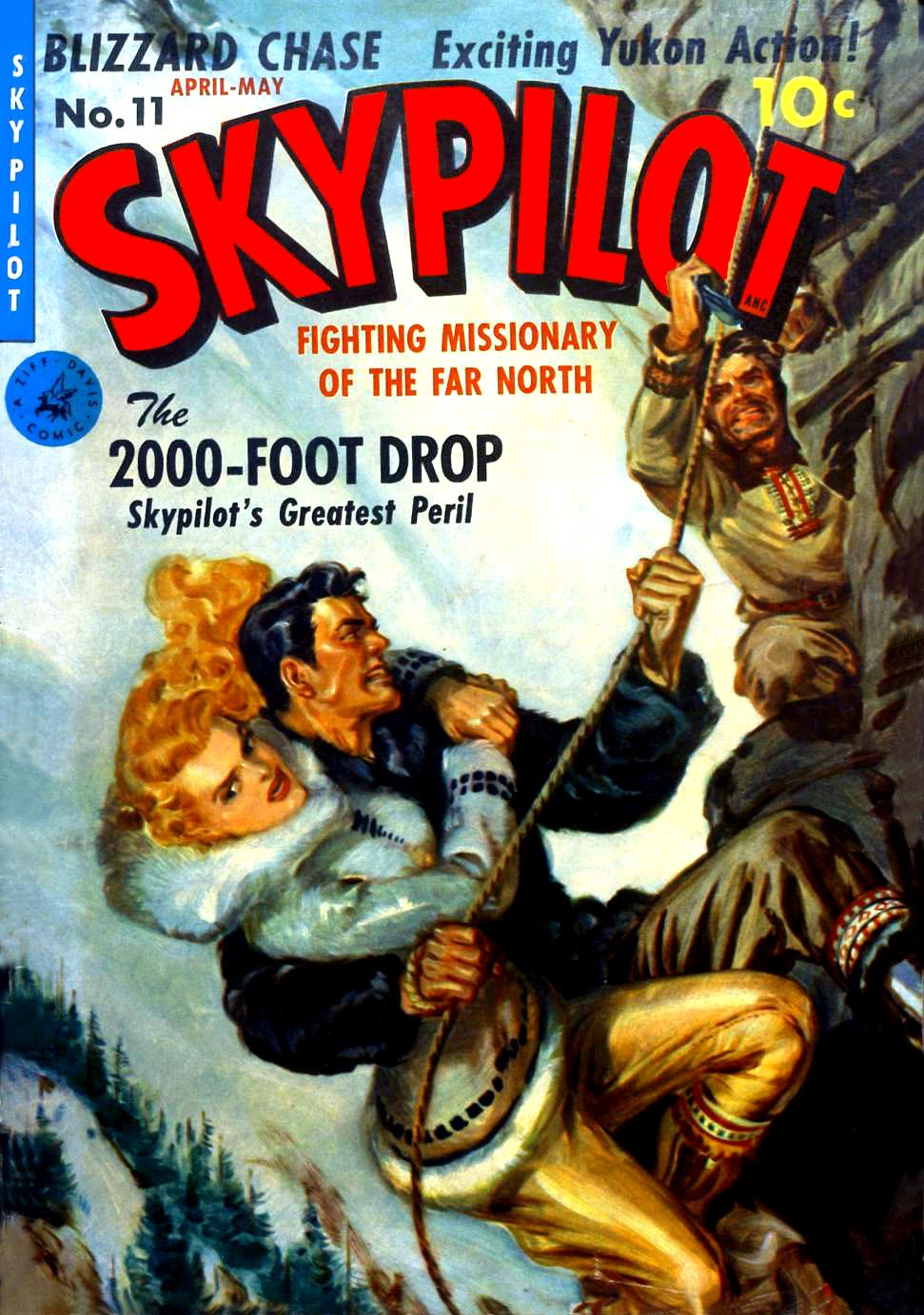
Skypilot, 1951

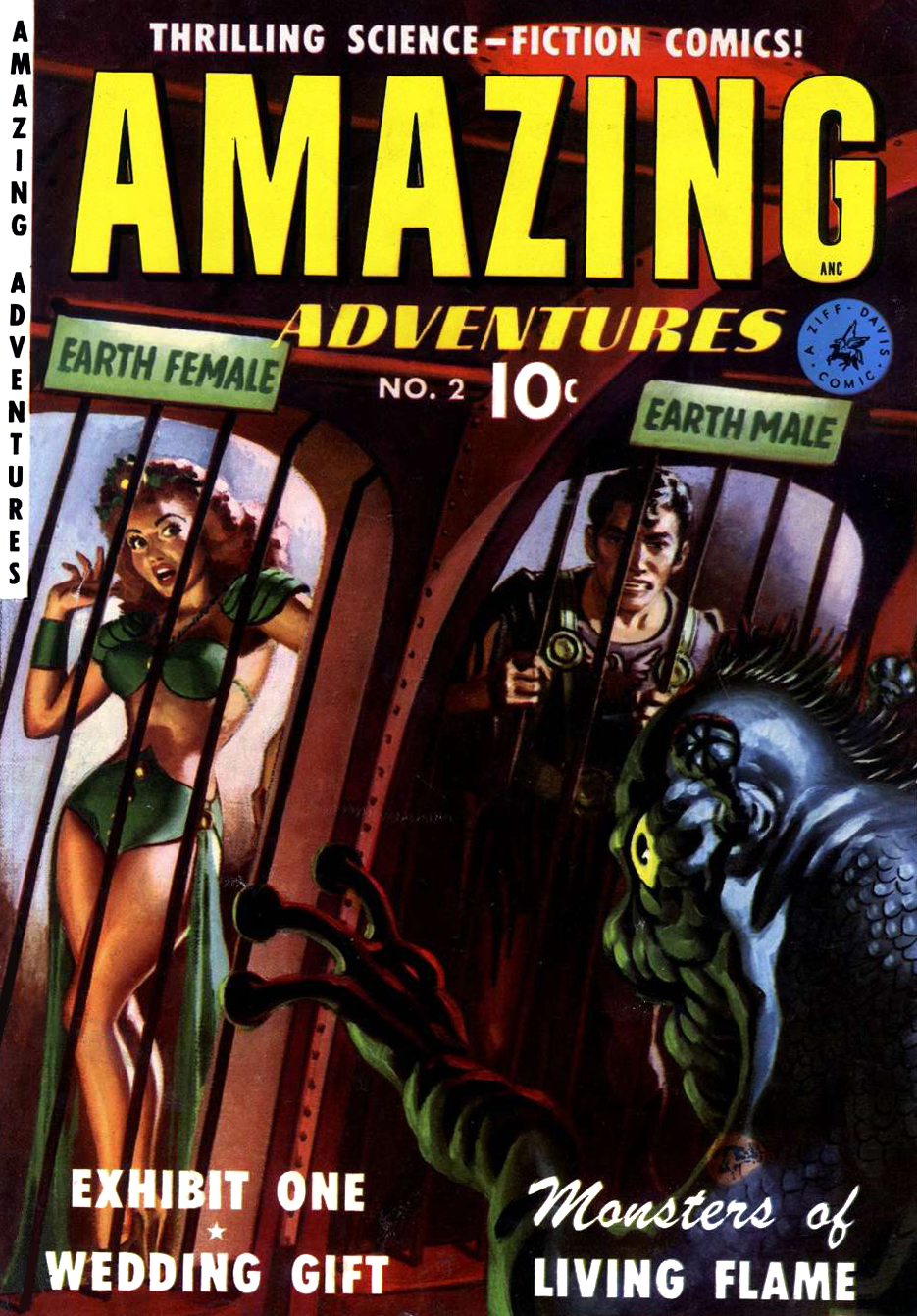
Amazing Adventures, 1951

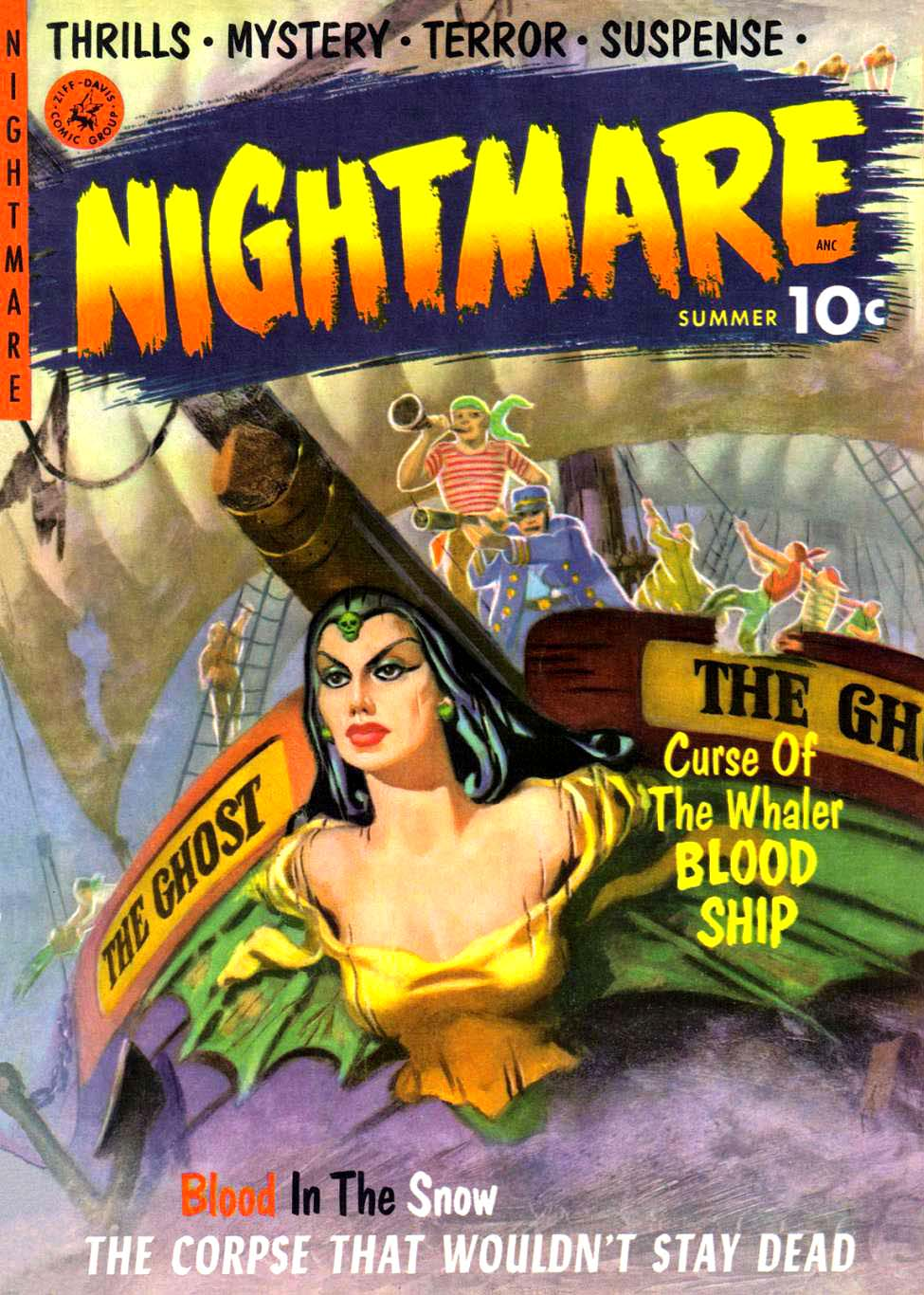
Nightmare, 1952

All'inizio del 1938, Ziff-Davis acquisì le riviste Radio News e Amazing Stories, che erano state fondate da Hugo Gernsback e vendute dopo la bancarotta della Experimenter Publishing nel 1929. Entrambe le riviste erano andate incontro al degrado a partire dalla bancarotta ma le risorse della Ziff-Davis le ringiovanirono a partire dai fascicoli del 1938. Radio News fu pubblicata fino al 1972 e nel 1955 diede vita a Popular Electronics, che fu pubblicata fino al 1985. Amazing Stories era un'affermata rivista di fantascienza e la Ziff-Davis le aggiunse presto Fantastic Adventures (FA). Nel 1954 FA fu chiusa e confluì in Fantastic, fondata nel 1952 con grande successo iniziale. La Ziff-Davis pubblicò diverse altre pulp magazine e, in seguito, riviste in formato digest negli anni quaranta e anni cinquanta, e continuò a pubblicare Amazing e Fantastic fino al 1965.
La Ziff-Davis pubblicò anche fumetti nei primi anni cinquanta, utilizzando sia il proprio nome sia il marchio Approved Comics. Evitando i supereroi, pubblicarono fumetti dell'orrore, polizieschi, romantici, di ambientazione sportiva e fumetti western, benché molti titoli abbiano visto ben pochi fascicoli. Il co-creatore di Superman, Jerry Siegel, divenne direttore artistico della sezione fumetti; altri creativi illustri che lavorarono per la Ziff-Davis furono John Buscema, Sid Greene, Sam Kweskin, Rudy Lapick, Richard Lazarus, Mort Leav, Paul S. Newman, Mike Sekowsky, Ernie Schroeder, e Ogden Whitney. Nel 1953, la compagnia abbandonò i fumetti e vendette i titoli più prestigiosi — i fumetti romantici Cinderella Love e Romantic Love, il Western Kid Cowboy, e Wild Boy of the Congo, che proponeva avventure ambientate nella giungla — alla St. John Publications. La Ziff-Davis conservò un unico titolo, G.I. Joe, fino al 1957, per un totale di 51 fascicoli.
William B. Ziff, Sr., morì nel 1953 e il figlio, William B. Ziff, Jr., ritornò dalla Germania per prendere il suo posto nella compagnia. Nel 1958 Bernard G. Davis vendette le proprie azioni della Ziff Davis per fondare la Davis Publications. Sotto la direzione del giovane Ziff la compagnia ottenne un notevole successo con le sue riviste di hobbistica. La Ziff-Davis acquistò titoli come Car and Driver e, indirizzando i contenuti verso gli appassionati e i lettori in grado di determinare gli acquisti delle proprie compagnie ("brand specifiers"), la Ziff-Davis riuscì a ottenere notevoli guadagni dalla pubblicità, al contrario di altre pubblicazioni di interesse generale.
Nel 1958, la Ziff-Davis lanciò la rivista HiFi and Music Review, rivolta a coloro che si interessavano del settore in espansione dell'attrezzatura di alta fedeltà. In seguito, la rivista divenne Stereo Review.
La Ziff-Davis vendette la maggioranza delle sue riviste alla CBS nel 1984, conservando solo i titoli nell'area tecnologica.
In questo modo, negli anni settanta e anni ottanta la compagnia si affermò sempre più, anche grazie al crescente interesse per l'elettronica e i computers. Con titoli come PC Magazine, Popular Electronics, e Computer Shopper, la Ziff-Davis riuscì a primeggiare nell'editoria delle riviste dedicate alla tecnologia.

## Proprietà attuali
- ExtremeTech
- Geek.com
- Offers.com
- PC Magazine
- Ookla[12]
- Techbargains.com
- Toolbox.com
- emedia[13]
- Ziff Davis Tech[14]
- Ziff Davis B2B[15]

IGN Network
- AskMen.com
- IGN

## Proprietà vendute
- DeveloperShed.com
- eSeminars[16] (venduta a QuinStreet)
- FileFront
- GameTab.com
- GameVideos.com
- Linux-Watch (venduta a QuinStreet)
- Linuxdevices.com[17] (venduta a QuinStreet)
- Microsoft Watch[18] (venduta a QuinStreet)
- MyCheats.com
- PDF Zone[19] (venduta a QuinStreet)
- Publish[20] (venduta a QuinStreet)

## Riviste e siti web cessate
- 1UP.com
- A+ Magazine
- Computer Gaming World
- Creative Computing
- GameNOW (a.k.a. EGM2 and Expert Gamer)
- Games for Windows: The Official Magazine
- GameSpy (già parte del IGN Network)[21]
- GMR
- MacUser (US Edition, 1985–1997)
- Official U.S. PlayStation Magazine
- Patch Management
- PC Magazine —continua on-line
- PC/Computing (precedentemente Ziff-Davis Smart Business)
- Small Business Center
- Sm@rt Partner
- UGO Networks
- Vault Network
- Windows Sources
- Xbox Nation
- Yahoo! Internet Life